# Veliki nemarni škornji
Veliki nemarni škorji (COBISS) je slovenska pravljica, ki jo je napisala pisateljica Aleksandra Pinterič, ilustrirali pa so jo učenci 1. razreda OŠ Murska Sobota. Izdal in založil jo je Zavod Vista leta 2009. 
Knjiga je napisana v dveh jezikih (slovenščini in porabščini).

## Vsebina
Štrk Pepi na poti preko pol sveta razmišlja o tem, kako bi naredil najlepše gnezdo in s čim manj dela. Ker mu iskanje primernih vej povzroča dolgočasje, se odloči, da naredi gnezdo kar iz odpadkov, katere trdno zveže z žico na svoj drog. Prime se ga lenoba in vsak dan na svoje gnezdo doda nekaj novega, da lažje uživa v svoji ležernosti, kjub opozorilom ostalih štrkov. V nevihti se zgodi, da gnezdo raznese in v srcu začuti, da ni ravnal prav. Ko odpadke znosi na smetišče, mu pri delu gnezda pomagajo ostali štrki. Tako spozna lepoto medosebnih odnosov.

## Glavni literarni junak
V pravljici nastopajo: Veliki Škornji, Hrastovček, Bukovček, Borovček, Jurček, lisička in Gozdna vila. 